# Інфекційний ринотрахеїт
Інфекці́йний ринотрахеї́т — контагіозна вірусна хвороба великої рогатої худоби, яка проходить у респіраторній, генітальній, кератокон'юнктивній, нервово-енцефальній або шкірній формах і вражає тварин будь-якої породи, статі та віку.